# El pueblo unido jamás será vencido
"¡El pueblo unido jamás será vencido! " (Català: "El poble unit mai serà vençut") és una cançó protesta xilena, la música de la qual va ser composta per Sergio Ortega Alvarado i el text escrit conjuntament amb la banda Quilapayún. Juntament amb la cançó "Venceremos", també d'Ortega, és una de les cançons més exitoses del moviment Nueva canción chilena. El tema té un ritme de marxa, destacant els seus cors, que és un crit o eslògan amb només percussió. La cançó s'ha utilitzat en diverses protestes arreu del món contra les dictadures d'esquerra o de dreta, la majoria de les quals no tenen connexió directa amb el cop d'estat xilè o Amèrica Llatina. Les lletres han estat adaptades o traduïdes a molts idiomes.

## Composició i gravació

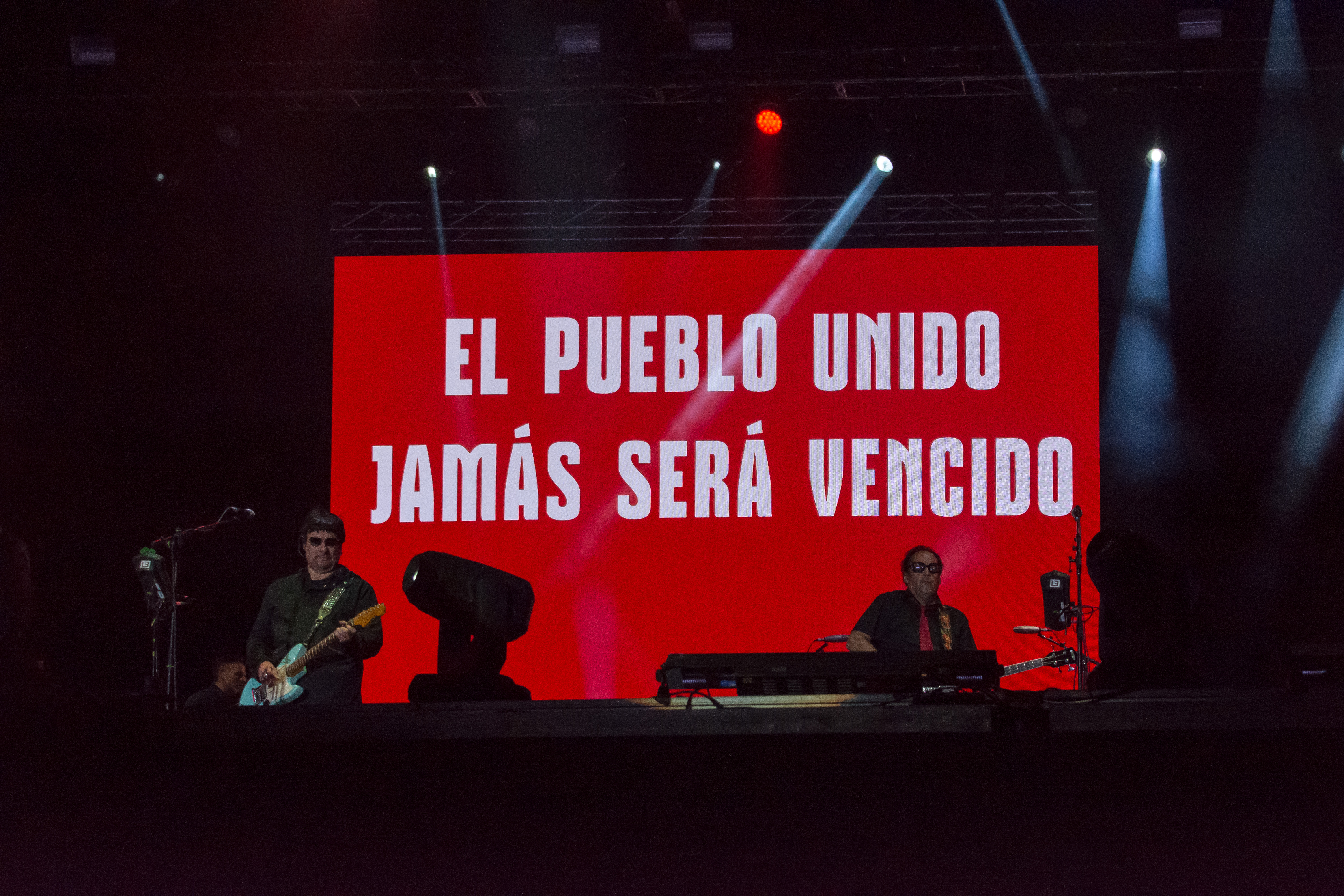
La banda xilena de rock Los Tres interpreta la cançó.

El títol de la cançó va ser extret d'un discurs del líder polític colombià Jorge Eliécer Gaitán als anys quaranta. La frase va ser adoptada posteriorment pels manifestants f'Unidad Popular durant el govern socialista del president xilè Salvador Allende a principis dels anys setanta. Segons Sergio Ortega Alvarado, va compondre la cançó després de sentir un jove cridar la frase mentre anava caminant cap a casa a Santiago el juny de 1973. La cançó va ser gravada per primera vegada a Xile l'any 1973 durant un concert massiu de Quilapayún a Alameda, Santiago, tres mesos abans del cop d'estat d'Augusto Pinochet que va enderrocar Allende i va iniciar el període de la dictadura militar. Poc abans del concert, Salvador Allende havia nomenat Sergio Ortega Alvarado com a ambaixador cultural del govern, càrrec que va compartir breument amb Víctor Jara, assassinat dies després del cop d'estat.
A partir d'aleshores i durant els anys següents, la cançó va aparèixer en nombrosos discos de diferents bandes i cantautors, però principalment de Quilapayún i Inti-Illimani, que van haver de viure exiliats durant tot el període de la dictadura, a França i Itàlia, respectivament, on van continuar la seva carrera musical fins al seu retorn a Xile, després d'acabar la dictadura, més de quinze anys després.
El primer llançament oficial en què va aparèixer la cançó va ser durant el juny de 1973, en el disc en directe de diversos intèrprets anomenat Primer festival internacional de la canción popular publicat pel segell DICAP, en el qual van participar, a més de que Quilapayún, que tancava el disc amb "El pueblo". unido..." i "Las ollitas", al costat d'altres reconeguts exponents com Inti-Illimani, César Isella, Isabel Parra, Tito Fernández i Alfredo Zitarrosa.